# A stock (métro de Londres)
Le A Stock (aussi connu sous le nom de A60 et A62 Stock) est le type de rame utilisé sur la Metropolitan line du métro de Londres de 1960 à 2012.

## Construction
Ces rames sont construites en deux séries (A60 et A62) au début des années 1960 dans l'usine Cravens de Sheffield. Elles permettent alors de remplacer progressivement toutes les rames utilisées précédemment sur la ligne.

## Remplacement
Le A stock commence à être remplacé par le S Stock en 2010. La dernière rame est radiée le 26 septembre 2012.